# 악셀 타이히만
악셀 타이히만(독일어: Axel Teichmann, 1979년 7월 14일~)은 독일의 크로스컨트리 스키 선수이다. 올림픽에 3회 참가하여 2010년 동계 올림픽에서 남자 50km 클래식과 단체 스프린트 종목 은메달을 획득했다. 또한 세계 스키 선수권 대회에서 금메달 2개, 은메달 5개, 동메달 1개를 획득했고 월드컵에서 종합 우승 1회(2005) 차지했다.